# Championnats du monde d'aviron
Les Championnats du monde d'aviron ont été créés en 1962 et sont organisées par la Fédération internationale des sociétés d'aviron. Initialement, les mondiaux se déroulaient tous les quatre ans (de 1962 à 1974, soit quatre éditions). À partir de 1975, la compétition se tient sur un rythme annuel.

## Histoire
La première édition s'est tenue à Lucerne, en Suisse, en 1962, puis tous les quatre ans jusqu'en 1974, date à laquelle la compétition est devenue annuelle. C'est également en 1974 que les épreuves masculines de poids léger et les épreuves féminines de poids libre ont été ajoutées aux championnats.
Au départ, les épreuves masculines étaient d'une longueur de 2000 mètres et les épreuves féminines de 1000 mètres. Lors des Championnats du monde de 1984 à Montréal (Canada), les épreuves féminines de démonstration en poids léger ont été disputées pour la première fois sur un parcours de 2000 mètres. En 1985, les épreuves féminines de poids léger ont été officiellement ajoutées au programme et toutes les épreuves masculines et féminines ont été disputées sur un parcours de 2000 mètres.
Depuis 1996, pendant les années olympiques (d'été), les Championnats du monde d'aviron junior se déroulent en même temps.
En 2002, des épreuves d'aviron adapté ont été introduites pour les catégories de handicap suivantes : LTA (jambes, tronc et bras), TA (tronc, bras) et A (bras seulement). En 2009, la catégorie A a été remplacée par AS (bras et épaules), et une catégorie ID (déficience intellectuelle) a été ajoutée (puis supprimée après les championnats de 2011). À partir de 2017, les désignations AS, TA et LTA ont été remplacées par PR1, PR2 et PR3.
Les championnats ont subi deux annulations successives en 2020 et 2021 en raison de la pandémie de Covid-19.

## Éditions
| Éd. | Année | Ville(s)                  | Pays                 | Site(s)                              | Épreuves | Date                              | Athlètes | Nation | Meilleure nation |
| --- | ----- | ------------------------- | -------------------- | ------------------------------------ | -------- | --------------------------------- | -------- | ------ | ---------------- |
| 1   | 1962  | Lucerne                   | Suisse               | Rotsee                               | 7        | ?                                 | -        | -      |                  |
| 2   | 1966  | Bled                      | Yougoslavie          | Lac de Bled                          | 7        | ?                                 | -        | -      |                  |
| 3   | 1970  | Saint Catharines          | Canada               | Martindale Pond                      | 7        | 6 septembre (finales)             | -        | -      |                  |
| 4   | 1974  | Lucerne                   | Suisse               | Rotsee                               | 17       | 2–9 septembre                     | -        | -      |                  |
| 5   | 1975  | Nottingham                | Royaume-Uni          | Holme Pierrepont                     | 17       | 23 août – 1er septembre           | -        | -      |                  |
| 6   | 1976  | Villach                   | Autriche             | Ossiach                              | 3        | 10–14 août                        | -        | -      |                  |
| 7   | 1977  | Amsterdam                 | Pays-Bas             | Bosbaan                              | 17       | 27–28 août (finales)              | -        | -      |                  |
| 8   | 1978  | Hamilton (poids libres)   | Nouvelle-Zélande     | Lac Karapiro                         | 14       | 4 novembre (finales)              | -        | -      |                  |
| 8   | 1978  | Copenhague (poids légers) | Danemark             | Lac Bagsværd                         | 4        | 6 août (finales)                  | -        | -      |                  |
| 9   | 1979  | Bled                      | Yougoslavie          | Lac de Bled                          | 18       | 4–9 septembre                     | -        | -      |                  |
| 10  | 1980  | Willebroek                | Belgique             | Hazewinkel                           | 4        | 16 août (finales)                 | -        | -      |                  |
| 11  | 1981  | Munich                    | Allemagne de l'Ouest | Parcours de régate d'Oberschleißheim | 18       | 5–6 septembre (finales)           | -        | -      |                  |
| 12  | 1982  | Lucerne                   | Suisse               | Rotsee                               | 18       | 28–29 août (finales)              | -        | -      |                  |
| 13  | 1983  | Duisbourg                 | Allemagne de l'Ouest | Regattabahn Duisburg                 | 18       | 3–4 septembre (finales)           | -        | -      |                  |
| 14  | 1984  | Montréal                  | Canada               | Île Notre-Dame                       | 4        | 26 août (finales)                 | -        | -      |                  |
| 15  | 1985  | Willebroek                | Belgique             | Hazewinkel                           | 21       | 31 août – 1er septembre (finales) | -        | -      |                  |
| 16  | 1986  | Nottingham                | Royaume-Uni          | Holme Pierrepont                     | 21       | 23–24 août (finales)              | -        | -      |                  |
| 17  | 1987  | Copenhague                | Danemark             | Lac Bagsværd                         | 21       | 29–30 août (finales)              | -        | -      |                  |
| 18  | 1988  | Milan                     | Italie               | Idroscalo                            | 7        | 6 août (finales)                  | -        | -      |                  |
| 19  | 1989  | Bled                      | Yougoslavie          | Lac de Bled                          | 22       | 9–10 septembre (finales)          | -        | -      |                  |
| 20  | 1990  | Tasmanie                  | Australie            | Lac Barrington                       | 22       | 3–4 novembre (finales)            | -        | -      |                  |
| 21  | 1991  | Vienne                    | Autriche             | Neue Donau                           | 22       | 24–25 août (finales)              | -        | -      |                  |
| 22  | 1992  | Montréal                  | Canada               | Île Notre-Dame                       | 8        | 16 août (finales)                 | -        | -      |                  |
| 23  | 1993  | Račice                    | Tchéquie             | Ruderkanal Račice                    | 23       | 30 août – 5 septembre             | -        | -      |                  |
| 24  | 1994  | Indianapolis              | États-Unis           | Eagle Creek                          | 23       | 11–18 septembre                   | -        | -      |                  |
| 25  | 1995  | Tampere                   | Finlande             | Lac de Kaukajärvi                    | 24       | 20–28 août                        | -        | -      |                  |
| 26  | 1996  | Motherwell                | Écosse               | Strathclyde Country Park             | 10       | 5–11 août                         | -        | -      |                  |
| 27  | 1997  | Aiguebelette-le-Lac       | France               | Lac d'Aiguebelette                   | 24       | 31 août – 7 septembre             | -        | -      |                  |
| 28  | 1998  | Cologne                   | Allemagne            | Fühlinger See                        | 24       | 6–13 septembre                    | 1 046    | 50     |                  |
| 29  | 1999  | Saint Catharines          | Canada               | Martindale Pond                      | 24       | 22–29 août                        | 944      | 56     |                  |
| 30  | 2000  | Zagreb                    | Croatie              | Jarun                                | 10       | 1er–6 août                        | 417      | 41     |                  |
| 31  | 2001  | Lucerne                   | Suisse               | Rotsee                               | 24       | 19–26 août                        | 931      | 50     |                  |
| 32  | 2002  | Séville                   | Espagne              | Guadalquivir                         | 26       | 15–22 septembre                   | 932      | 53     |                  |
| 33  | 2003  | Milan                     | Italie               | Idroscalo                            | 28       | 24–31 août                        | 1 078    | 65     |                  |
| 34  | 2004  | Banyoles                  | Espagne              | Lac de Banyoles                      | 9        | 27 juillet – 1er août             | 332      | 39     |                  |
| 35  | 2005  | Gifu                      | Japon                | Nagara-gawa                          | 26       | 28 août – 4 septembre             | 849      | 56     |                  |
| 36  | 2006  | Eton                      | Royaume-Uni          | Dorney Lake                          | 27       | 20–27 août                        | 1 096    | 62     |                  |
| 37  | 2007  | Munich                    | Allemagne            | Parcours de régate d'Oberschleißheim | 27       | 26 août – 2 septembre             | 1 285    | 68     |                  |
| 38  | 2008  | Ottensheim                | Autriche             | Danube                               | 8        | 22–27 août                        | 293      | 31     |                  |
| 39  | 2009  | Poznań                    | Pologne              | Lac Malta                            | 27       | 23–30 août                        | 945      | 53     |                  |
| 40  | 2010  | Karapiro                  | Nouvelle-Zélande     | Lac Karapiro                         | 27       | 31 octobre – 7 novembre           | -        | -      |                  |
| 41  | 2011  | Bled                      | Slovénie             | Lac de Bled                          | 27       | 28 août – 4 septembre             | 1 213    | 68     |                  |
| 42  | 2012  | Plovdiv                   | Bulgarie             | Parcours de régate de Plovdiv        | 7        | 15–19 août                        | -        | -      |                  |
| 43  | 2013  | Chungju                   | Corée du Sud         | Lac Tangeum                          | 27       | 25 août – 1er septembre           | -        | -      |                  |
| 44  | 2014  | Amsterdam                 | Pays-Bas             | Bosbaan                              | 27       | 24–31 août                        | -        | -      |                  |
| 45  | 2015  | Aiguebelette-le-Lac       | France               | Lac d'Aiguebelette                   | 27       | 30 août – 6 septembre             | 1 300    | 77     |                  |
| 46  | 2016  | Rotterdam                 | Pays-Bas             | Willem-Alexander Baan                | 8        | 21–28 août                        | -        | -      |                  |
| 47  | 2017  | Sarasota                  | États-Unis           | Nathan Benderson Park                | 26       | 24 septembre – 1er octobre        | 900      | -      |                  |
| 48  | 2018  | Plovdiv                   | Bulgarie             | Grebna Baza - Ruderkanal             | 29       | 9–16 septembre                    | -        | -      |                  |
| 49  | 2019  | Ottensheim                | Autriche             | Regattastrecke                       | 29       | 25 août – 1er septembre           | 1 211    | 80     |                  |
| —   | 2020  | Bled                      | Slovénie             | Lac de Bled                          | —        | Annulé (Covid-19)                 | —        | —      | —                |
| —   | 2021  | Shanghai                  | Chine                | Lac Dianshan                         | —        | Annulé (Covid-19)                 | —        | —      | —                |
| 50  | 2022  | Račice                    | Tchéquie             | Ruderkanal Račice                    | 29       | 18–25 septembre                   | 900      | 65     |                  |
| 51  | 2023  | Belgrade                  | Serbie               | Ada Ciganlija                        | 27       | 3–10 septembre                    | 455      | 73     | Pays-Bas         |
| 52  | 2024  | St. Catharines            | Canada               | Port Dalhousie                       | 10       | 18–25 aout                        |          |        |                  |
| 53  | 2025  | Shanghai                  | Chine                |                                      | 22       | 21–28 septembre                   |          |        |                  |
| 54  | 2026  | Amsterdam                 | Pays-Bas             | Bosbaan                              |          |                                   |          |        |                  |
| 55  | 2027  | Lucerne                   | Suisse               | Rotsee                               |          |                                   |          |        |                  |

| Nb | Lieu des compétitions                                                                  |
| -- | -------------------------------------------------------------------------------------- |
| 4  | Suisse, Canada, Royaume-Uni, Allemagne                                                 |
| 3  | Yougoslavie, Autriche, Pays-Bas                                                        |
| 2  | Nouvelle-Zélande, Belgique, Italie, Espagne, France, Bulgarie, États-Unis, Danemark    |
| 1  | Corée du Sud, Australie, Tchéquie, Finlande, Croatie, Japon, Pologne, Slovénie, Serbie |